# 桂米二
桂 米二（かつら よねじ、1957年9月6日 - ）は、日本の落語家。京都府京都市出身、京都府立城南高等学校卒業。本名∶澤田 正己。
所属事務所は米朝事務所であり、3代目桂米朝の弟子である。定紋は「結び柏」。上方落語協会会員。2004年より「桂米朝落語研究会」世話役。

## 来歴・人物
子供のころから演芸が好きで京都が地元であったことから京都の勉強会、落語会、京都花月劇場などをよく見入っていた。子供のころは主に吉本の漫才が目的であったが、漫才の間の「色物」として入れられていた桂米朝の落語には「この人は好きや」という感想を持ったという。高校の2年の時から落語研究会に所属。『素人名人会』にも出演したこともある。高校卒業と同時に米朝の元に弟子入りを懇願したが桂吉朝など3人がすでに米朝の元で内弟子の稽古中だったので断られた。魚屋でアルバイトをしながら入門の機会を待った。関西中心に行われる落語会などに足しげく通い、弟子として入門が許され、1976年11月14日に正式に弟子入りした。そのため吉朝は数か月早く年季明けすることになった。1977年2月13日に地元京都の桂米朝落語研究会にて初高座を務め、『東の旅発端』を演じた。
演目は古典落語を中心とする、上方落語界では正統派の落語家。師弟関係の厳しい世界において、入門当時から師匠や兄弟子に理屈や意見を言ったので、一門の中では「リクツ」というあだ名も付けられた。その一方で、内弟子時代に5代目桂米團治に対して「大学出てからじゃ遅いで」と話して噺家となるきっかけを作り、米團治の米朝への弟子入りが決まると「弟弟子として厳しく躾けるからね」と話したという。また弟子の桂二葉が入門間もない頃、上手と下手を理解できていなかった二葉に対して、通常の対面ではなく横について稽古をつけたり（ABCラジオ『ラジオ演芸もん』2017年10月15日放送分より、二葉談）、『第116回上方落語をきく会』（2018年1月20日開催）夜の部「銀瓶しごきの会」に向けて「質屋蔵」の稽古をつけた笑福亭銀瓶に対し、自身の出番（昼の部に出演）終了後も舞台袖で銀瓶を見守り、打ち上げの席まで付き合ったりした。
落語ユニット「とにいじゃっく」のメンバーで、名前の由来は同期入門の4代目桂塩鯛=前名・都（ト）丸、米二（ニ）、桂雀（ジャック）々に由来する。
現在も京都市に家族と居住しており、「京の噺家」をキャッチフレーズとしている。
食物アレルギーの一種である、蕎麦アレルギーであることを公表している。ちなみに師匠米朝は蕎麦が大好きで食事に誘われるとよく蕎麦屋に行くことがあるので困ったという。音楽にも高い見識を持ち、特にエリック・クラプトンのファンである。余芸として、鼓・義太夫などがある。

## 弟子
- 桂二乗
- 桂二葉
- 桂二豆

## 出演番組
- 水曜シリーズドラマ「ふたつの愛」（NHK）
- 「いちにぃさんし～845」（FM845、2001年4月 - 2003年3月）
- 「桂米二の落語夜噺」（京都三条ラジオカフェ、2007年6月7日～2009年1月29日）毎週木曜 23:30 - 24:00
- 「御法度落語 おなじはなし寄席!」（2021年4月3日、BS朝日）- 「蛇含草」

## 連載
- 「桂米二の各駅停車」（大阪新聞、1998年4月 - 2002年3月）
- 「京の噺家桂米二でございます」（NIKKEI NET：日本経済新聞インターネット版、2003年2月15日 - ）

## CD・DVD
- DVD、CD　「繁昌亭らいぶシリーズ4　桂米二」（2008年5月21日発売、テイチクエンタテインメント）
  - けんげしゃ茶屋、寝床　収録